# Pogorje Naukluft
Pogorje Naukluft (afrikansko in nemško Naukluftberge) je gorovje v osrednji Namibiji. Južni del pogorja je vzhodni del narodnega parka Namib - Naukluft. Kmetija v zasebni lasti vključuje severne gore. Znano je po divjih živali, tudi gorskih zebrah in leopardih. V pogorju je več manjših potokov in slapov.

## Geologija
Prve geološke raziskave in kartiranje v pogorju Naukluft sta leta 1935 naredila dva nemška geologa: Henno Martin in Hermann Korn. Temelj pogorja Naukluft je vulkanskega izvora in sega v predkambrijsko obdobje. Njegova starost je več kot 1 milijardo let. Čez te predkambrijske osnovne plasti kamnine so zelo debele plasti dolomita in apnenca, ki so se potiskale s severa iz hribov Damara čez podlago, zaradi česar se pogorje Naukluft imenuje prekrito gorovje. Med poledenitvijo v permu in karbonu je nastala velika prečna dolina, ki je bila zatem napolnjena s sedimenti. Danes teče skozi reka Tsondab in znova erodira dolino. Pogost velik odliv s pogorja poglablja žleb ob vznožju, ki ima na nekaterih območjih jasno določeno smer in je danes korito Tsondaba in Tsauchaba. Dolomitne plasti prejmejo malo padavin in sproščajo vodo v številnih izvirih tako, da je v Naukluftu mogoče najti vodne tokove vse leto. Na območju sotesk in slapov je veliko lehnjakovih tvorb.

## Podnebje
Povprečna letna količina padavin je okoli 200 mm, vendar dež pada zelo neredno in različno močno, zato so padavine do 500 mm tudi mogoče, pa tudi leto z dežjem pod 50 mm. Med decembrom in aprilom, v deževnem obdobju, so padavine pogoste in lokalne, mnogokrat kot zelo močne nevihte. Največ padavin pade na vzhodu, proti zahodu se zmanjšujejo. Poleti temperature na nižje ležečih območjih dosežejo 35 do 40 °C, na planoti do 30 °C. Zimske temperature so v povprečju 20 °C, a se vseeno lahko ponoči pojavijo zmrzal in celo dnevne temperature okoli 5 °C.

## Zgodovina
V preteklosti je pogorje veljalo za nedostopno, pa tudi za pribežališče raznih skupin. Nami so se s poglavarjem Hendrikom Witbooijem zatekli sem  leta 1893 po bitki pri Hornkranzu, ko so napadle trdnjavo nemške kolonialne sile »Hornkranz« pod vodstvom Curta von Françoisa. Avgusta 1894 so jih Nemci napadli in po velikih izgubah v bitki se je moral Hendrik Witbooi vdati.

## Rastlinstvo
Pogorje Naukluft je na prehodnem območju med savano in puščavo. Peščeno prehodno območje vzhodnih obronkov namibskih sipin ob vznožju pogorja je v glavnem brez rastlinstva, s padavinami pa se spremeni v premikajoče se morje trav. Vzdolž jarkov in rek občasno raste gosto trnasto drevje Acacia erioloba in Rhigozum trichotomum.
Južno leži gramozna ravnina, pretežno poraščena z drevesi Commiphora glaucescens in Commiphora tennipetiolata. Mednje je vrinjeno grmovje Rhigozum trichotomum, Grewia Tenax in Catophractes Alexandri.
Pobočno rastlinstvo se bistveno razlikuje od rastlin ob rekah ali na visoki planoti in se lahko jasno razlikuje med južnimi in zahodnimi, vzhodnimi in severnimi pobočji. Razlog za to so drugačno osončenje in zlasti padavinske razmere, saj južna in zahodna pobočja ležijo v senci dežja in zato prejmejo manj padavin. Rastlin je malo in so pritlikave. Tukaj rastejo Aloe dichotoma, Commiphora glaucescens, Euphorbia guerichiana in celo občasno Moringa ovalifolia. Na bolj namočenih severnih pobočjih je mogoče najti  Boscio albitrunco, gorski trn Acacia hereroensis in Ozoroo crassinervio. Pobočja, ki se dvigajo na jugu Nauklufta, imajo večje, goste sestoje Myrothamnusa flabellifoliusa.
Precej drugačne so rastline ob potokih. Tu so številne vrste, rastejo gosto, tudi če jih ob rekah samih ni, saj hitro tekoče vode preprečujejo odlaganje večjih usedlin. Samo v kanjonu je mogoče najti več kot 164 rastlinskih vrst. Udarni vrsti sta smokvovec Ficus sycomorus, Ficus ilicina, ki se oklepa skale, in Acacia Karroo ob obali. Nad sotesko se obešajo Boscia foetida in znova Euphorbia virosa, Commiphora glaucescens, Moringa ovalifolia in Aloe dichotoma in občasno divje oljke Olea europea oziroma africana.
Na visoki planoti najdemo sukulente (sočnice), Eriocephalus ericoides, Acacio hereroensis, drevesa Ozoroa crassinervia in Boscia albitrunca, ob vodotokih pa še Acacio eriolobo, Catophractes alexandri, akacijo Vachellia tortilis in Ziziphus mucronata.

## Živalstvo
Na gorskih pobočjih najdemo Hartmannovo gorsko zebro in saso Oreotragus oreotragus, v soteskah velikega kuduja (Tragelaphus strepsiceros), na planoti skokonoge gazele in antilope, orikse in rdeči donidori (Raphicerus campestris). Plenilci so šakal, dolgouha in kapska lisica (Vulpes chama), tudi manjše mačke (kot Geneta), pižmova hijena (Proteles cristata), pa tudi leopard. Tu živijo tudi številne majhne vrste sesalcev in 145 vrst ptic.

## Turizem
Naukluft je del narodnega parka Namib - Naukluft. Za obiskovalce je na voljo preprost kamp, možnosti oskrbe ni. Za raziskovanje sta urejeni dve neodvisni 8-dnevni zelo naporni pohodniški poti. Ogled je mogoč tudi s štirikolesniki.

## sklici
1. ↑  Henno Martin (2005). Wenn es Krieg gibt, gehen wir in die Wüste. Two Books, Hamburg. ISBN 3-935453-00-0.